# Andeancistrus
Andeancistrus é um gênero de bagres com armadura de boca de ventosa nativos da América do Sul . Este gênero é diagnosticado por todos os outros membros do grupo Chaetostoma por ter um focinho totalmente chapeado, sem odontódios de bochecha que se estendem além da aba opercular e por ter oito raios da nadadeira dorsal ramificados.

## Espécies
Existem atualmente 2 espécies reconhecidas neste gênero:
- Andeancistrus eschwartzae Lujan, Meza-Vargas e Barriga-S., 2015 [1]
- Andeancistrus platycephalus ( Boulenger, 1898) [1]